# Dicranoweisia contermina
Dicranoweisia contermina är en bladmossart som beskrevs av Ferdinand François Gabriel Renauld och Jules Cardot 1895. Dicranoweisia contermina ingår i släktet snurrmossor, och familjen Dicranaceae. Inga underarter finns listade i Catalogue of Life.